# Belinda Goss
Belinda Goss (* 6. Januar 1984 in Devonport, Tasmanien) ist eine australische Radsporttrainerin und ehemalige Radrennfahrerin.

## Sportliche Laufbahn
Im Alter von 13 Jahren begann Belinda Goss mit dem Radsport. Sie spezialisierte sich auf die Ausdauerdisziplinen auf der Bahn und Straßenrennen.
2002 wurde Belinda Goss Dritte im Scratch bei den Junioren-Bahn-Weltmeisterschaften. Bei den Ozeanien-Spielen 2004 gewann sie sowohl im Scratch als auch im Punktefahren; im Keirin wurde sie Dritte. In den folgenden Jahren konnte sie Etappensiege bei Straßenrennen verbuchen sowie Podiumsplätze bei nationalen Meisterschaften und Weltcup-Rennen. 2007, 2008 und 2008 wurde Belinda Goss australische Meisterin im Punktefahren. 2008, 2009 und 2010 wurde sie jeweils Dritte im Scratch bei UCI-Bahn-Weltmeisterschaften.
In der Saison 2012 fuhr Belinda Goss für das Dortmunder Team Abus Nutrixxion, Ende des Jahres beendete sie ihre aktive Laufbahn aufgrund einer Rückenverletzung. Sie schloss eine Ausbildung zur Radsporttrainerin ab und ist seitdem als solche tätig.

## Erfolge

### Bahn
2002
- Junioren-Weltmeisterschaft – Scratch

2004
- Ozeanienmeisterin – Scratch, Punktefahren

2007
- Australische Meisterin – Punktefahren

2008
- Weltmeisterschaft – Scratch
- Australische Meisterin – Punktefahren

2009
- Weltmeisterschaft – Scratch
- Australische Meisterin – Punktefahren

2010
- Weltmeisterschaft – Scratch
- Australische Meisterin – Punktefahren, Scratch

### Straße
2007
- zwei Etappen und Punktwertung Tour of Chongming Island

## Teams
- 2012 Abus Nutrixxion